# Wiesengrund
Wiesengrund est une commune allemande de l'arrondissement de Spree-Neisse, Land de Brandebourg.

## Géographie
Wiesengrund appartient à la zone de peuplement traditionnelle des Sorabes.
Dans son territoire, un trou résiduel d'une mine de lignite est inondé. Il devrait devenir le lac de Klinge en 2020. En outre, il existe une excavation géologique du Eémien dans la région limitrophe du lac. Mattendorf est bordé au sud par les contreforts de l'arc morainique de Muskau.
La commune comprend les quartiers de Gahry, Gosda (dont Dubrau et Klinge), Jethe, Mattendorf et Trebendorf.
|                 | Cottbus     |                                             |
| Neuhausen/Spree | Wiesengrund | Forst (Lusace) Groß Schacksdorf-Simmersdorf |
| Spremberg       | Felixsee    | Neiße-Malxetal                              |

La Bundesautobahn 15 coupe le territoire en deux, entre nord et sud. La gare de Klinge se trouve sur la ligne de Cottbus à Forst (Lusace).

## Histoire
La commune est créée dans le cadre de la réforme municipale de Brandebourg par la fusion volontaire des municipalités de Gahry, Gosda, Jethe, Mattendorf et Trebendorf le 31 décembre 2001.